# 矢口雄
矢口 雄（やぐち ゆう、4月29日 - ）は、日本の男性声優。ディーカラー所属。以前はオフィス野沢、メディアフォース、ディーカラー所属していた。東京都出身。
2024年8月1日、ディーカラーとアミュレートとの事業統合によりアミュレートへ移籍。

## 出演

### テレビアニメ
2007年
- きらりん☆レボリューション（2007年 - 2008年、男子、氷山ひくし、にーくんの手下、男の子、ファン、少年）
- はたらキッズ マイハム組

2009年
- 極上!!めちゃモテ委員長（2009年 - 2010年、高橋、男子、山下）- 2シリーズ

2012年
- エリアの騎士（長谷川京介）

2014年
- Hybrid Child（家臣）

2015年
- 実は私は（アイス屋）

2019年
- この世の果てで恋を唄う少女YU-NO

2021年
- ましろのおと（生徒B）

### ゲーム
- エクシズ・フォルス（2009年、バーン・レヴィング）

### 吹き替え
- クラバート 闇の魔法学校（2010年、リシュコー）
- パウ・パトロール（2019年、ジェイク）